# Отварач за конзерве
Отварач за конзерве је направа која се користи за отварање конзерви. Док је лименке за пиће или конзерве супе довољно само пробушити да би се искористио садржај, получврсти или чврсти производи захтевају уклањање једног краја конзерве. Иако се ово може постићи употребом бруталне силе нпр. великим, тешким ножем, много је згодније то урадити специјализованим отварачем за конзерве, осмишљеним за ту намену. Иако се конзервирање хране коришћењем лименки практиковало од најмање 1772. године у Холандији, први отварачи конзерви су патентирани тек 1855. у Енглеској и 1858. у Сједињеним Америчким Државама.